# 神一行
神 一行（じん いっこう、1946年 - ）は、日本の評論家、ノンフィクション作家。

## 経歴
長崎県出身。早稲田大学文学部社会学科在学中から執筆活動を始め、卒業後は出版社などの役員を歴任した。退職後、著述業のかたわら「人間経営塾」を主宰し、官庁や企業の研修の講師を務めるなど、人材育成のための活動をおこなっている。
政界や官界の内面を取材、分析した作品を多数執筆している。また、岬 龍一郎（みさき りゅういちろう）名義での執筆活動も行っている。

## 著作

### 神一行名義
- 自治官僚（講談社、1990年）
- 警察官僚完全版～知られざる権力機構の解剖～（角川書店、2000年）
- 総理大臣という名の職業（角川書店、2000年）
- 石原慎太郎と都知事の椅子（角川書店、2000年）
- 天皇家の人々～皇室のすべてがわかる本～（角川書店、2001年）
- 閨閥～特権階級の盛衰の系譜～（角川書店、2002年）
- あの人は十代二十代の時何をしていたか（角川書店、2003年）

### 岬龍一郎名義
- いま、拠って立つべき"日本の精神" 武士道（PHP研究所、2005年）
- ［現代語抄訳］言志四録（PHP研究所、2005年）
- 「仕事」論～自分だけの「人生成功の方程式」をつくる～（PHP研究所、2006年）
- 人の上に立つ者の哲学～武士道的精神に学ぶ10の要諦～（PHP研究所、2007年）
- 新渡戸稲造の人間道～『自警録』『修養』に学ぶ日々の心得～（PHP研究所、2007年）
- 論語～欲望に振り回されない生き方～（PHP研究所、2008年）
- 福沢諭吉 学問のすすめ 自分の道を自分で切りひらくために（PHP研究所、2008年）
- ［新訳］老子　（PHP研究所、2009年）
- ［超訳］論語 自分を磨く200の言葉（PHP研究所、2009年）